# Bonin
Bonin (Bovin) nebo Boonem (de Bonin / van Boonen / Bovijn) byla patricijská rodina, založená a sídlící především v Bruggách, kde od 12. do konce 15. století hrála důležitou politickou a společenskou roli.

## Pravopis
Jméno napsané jako "Bonin" je latinské hláskování toho, co by se v současné nizozemštině psalo jako "Van Boonen" (Boonenský). Ve starém nizozemském skloňování se psalo jako “Boonem” a ve francouzštině jako “de Bonin”. Až do pozdní poloviny 19. století, kdy se začal klást důraz na přesný pravopis, se rodina v historických nizozemských spisech objevovala i jako “Bonyn” nebo “Boonyn” kde se z “i” stalo "y". S tečkami nebo bez teček "ÿ – ij". A “n” bylo často nahrazeno “v”, takže vznikaly tvary jako “Bovin” nebo “Bovyn” a “Bovijn”. Pro pochopení rozdílů v pravopisu jednoho a téhož jména je důležité vědět, že v moderní nizozemštině se jména neskloňují, na rozdíl od latiny, češtiny a v menší míře také němčiny.
Kniha Jeana J. Gailliarda Bruges et le Franc ou Leur magistrature et leur noblesse, avec des données historiques et généalogiques sur chaque famille (sv. 6, str. 298–299) výslovně uvádí, že "Bonin" se psal také "Bovin". Přesná zmínka je: "La famille BONIN que Meyerus, et d'après lui parfois quelques autres écrivains, nomme BOVIN et qualifie de potens admodum familia, est une des plus anciennes maisons de Flandre..." Překlad: "Rodina BONINů, kterou Meyer a po něm i další autoři nazývají BOVIN a označují jako velmi mocnou, patřila k nejstarším ve Flandrech."
V knize Annales sive historiae rerum Belgicarum z roku 1580 se místo "v" ve jméně Bovin psalo také "u". Píše se tam o míru mezi rodinami Bovin a Gruuthuyse, který v roce 1377 iniciovala Markéta Bavorská, matka Filipa III.

## Historie
Jedním z prvních Boninů, o nichž existuje dokument, je Egidius Bonin, který se v roce 1286 stal děkanem kapituly Saint Donaas. To znamená, že rodina již dosáhla prosperity a vlivu.
Bohatá a šlechtická rodina postavila na počátku čtrnáctého století jednu z nejvýznamnějších kamenných staveb, dům se sedmi věžemi v Hoogstraat. Přesněji řečeno, byl to Wouter Bonin van den Gapere, pán z Meulebeke, kdo proměnil budovy 'Zeven Torens', 'Casselberg' a 't Fransch Schild' v jeden velký palác. Pod jeho dohledem byla také rozšířena „Boninvest“, část zdi kolem Brugg.
Na obraze Pietera Claeissense „Sedm divů Brugg“ můžete vidět, že to byl jediný soukromý dům, který byl centrálně umístěný mezi veřejnými budovami.

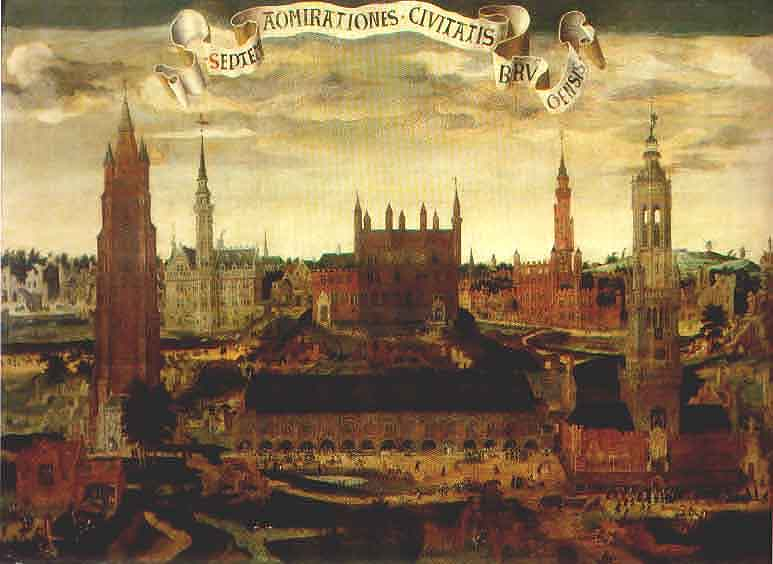
Septem admirationes civitatis Brugensis - Sedm divů města Bruggy

Během třináctého, čtrnáctého a patnáctého století byla rodina velmi přítomna v městské radě Brugg. Někteří se stali radními nebo pokladníky. Mnohokrát Bonin patřil do rady konšelů: Jan Bonin (1257), Pierre Bonin (1276), Jan Bonin (1291), Gauthier Bonin (1312), Lambert Bonin (13..), Pierre Bonin (1329), Geldolf Bonin (1331), Jan Bonin (1366 a 1379), Jacob Bonin (1384, 1385 a 1403), Thomas Bonin (1405, 1427 a 1430), Jacob Bonin (1431, 1433), Tideman Bonin (1435) a Jacob Bonin (1446, 1455 a 1457). Lambert Bonyn (Bovyn) jako vůdce Oost Vrye spolu s Nicolaasem Zannekinem Willemem de Dekenem a Zegerem Janszonem se roku 1328 účastnil bitvy u Kasselu, po níž je pojmenována „Lambrecht Bovijnstraat“ v Damme.
Někteří dosáhli výš a stali se starostou členů rady. V letech 1367, 1369, 1371, 1375, 1377 a 1378 tuto pozici zastával jeden nebo dva po sobě jdoucí jménem Jan Bonin a znovu v roce 1417 a 1420 Thomas Bonin.
Nakonec tu byli také Bonins, kteří dosáhli vrcholu jako starosta konšelů. Jednalo se o dva nebo možná i tři Jany Boniny v letech 1364, 1368, 1370, 1372 a 1392.
Vliv bruggské větve Bovynů v Bruggách byl doprovázen růstem vlivu rodiny Van Gruuthuuse, která soupeřila o moc a vliv. Obě rodiny byly politicky aktivní, obě soutěžily v každoročních soutěžích Bílého medvěda. Rodiny se zdály být mezi sebou v takovém konfliktu, že již v roce 1377 bylo považováno za nutné dovolat se zásahu Markéty Francouzské[4]. V následujícím století jistě sehrálo roli v úpadku rodu mizení francouzského vlivu. Například takto dům Sedmi věží v roce 1560 do rukou španělského obchodníka Juana Lopeze Galla, zástupce španělského krále v Bruggách. Předtím koupil mužský rod od Filipa II. (španělského krále). Lze si představit, jaké politické hry tomu předcházely.
Nakonec panství Meulebeke a Nieuwenhove přešlo na rodinu de la Douve sňatkem Cathariny Bonijn (Bovijn) s Jean de la Douve.

## Genealogie
Jediný pokus o genealogii rodiny Bonin v minulosti byl učiněn Corneillem Gailliardem a šlechticem Theophilem Augustinem Casettou v sedmnáctém století (1689). Tato genealogie nebyla nikdy publikována a je známá pouze částečně díky tomu, že z ní jiní citovali.
Nejrozsáhlejší genealogie pochází z poněkud zmateného díla (kolem roku 1860) Jean-Jacquese Gailliarda, který měl možnost citovat z rukopisu, jenž byl koncem 19. století v držení barona de Peelaerta-van-Hoonackera z Brugg.
Existuje také "index Casseta" a originální rukopisy, na kterých Casseta založil svou práci. Tyto rukopisy však byly s největší pravděpodobností ztraceny.